# Erika Bauer
Erika Bauer (* 15. Juni 1927 in Heppenheim; † 17. April 2020 in Tübingen) war eine deutsche Germanistin, Sprachwissenschaftlerin und Hochschullehrerin.

## Leben und Wirken
Erika Bauer studierte Germanistik und Sprachwissenschaft an der Universität Marburg und promovierte dort 1957 mit einer Arbeit über Dialektgeografie im Odenwald. Zunächst arbeitete sie als Mitarbeiterin am Forschungszentrum Deutscher Sprachatlas in Marburg, danach als Lektorin für deutsche Sprache und Literatur an der Universität Lund in Schweden. In Lund erwarb sie einen weiteren Doktorgrad, der in Schweden einer deutschen Habilitation entspricht. Im Jahre 1967 wurde sie dann wissenschaftliche Mitarbeiterin am Deutschen Seminar der Eberhard Karls Universität Tübingen. Hier wirkte sie bis zu ihrem Eintritt in den Ruhestand 1992 in Lehre und Forschung an der Abteilung „Germanistische Mediävistik“ (zuletzt als Akademische Direktorin) und konzentrierte sich vor allem auf die deutsche Literatur des 15. Jahrhunderts.
In zahlreichen Veröffentlichungen beschäftigte sich Erika Bauer vor allem mit dem Werk des Kartäusermönchs Heinrich Haller, der im 15. Jahrhundert in der Kartauser Allerengelberg in Südtirol lebte und vor allem als Übersetzer arbeitete.

## Veröffentlichungen (Auswahl)
- Dialektgeographie im südlichen Odenwald und Ried (= Deutsche Dialektgeographie. Bd. 43). Elwert, Marburg 1957 (= Dissertation Universität Marburg).
- Hermsbach, Baden (= Lautbibliothek der deutschen Mundarten. Bd. 15/16). Vandenhoeck & Ruprecht, Göttingen 1959.
- Neckarsteinach und Darsberg, Kreis Bergstraße (= Lautbibliothek der deutschen Mundarten. Bd. 23/24). Vandenhoeck & Ruprecht, Göttingen 1961.
- Paternoster-Auslegung. Zugeschrieben Jakob von Jüterbog. Verdeutscht von Heinrich Haller. Hrsg. von Erika Bauer (= Lunder germanistische Forschungen. Bd. 39). Gleerup, Lund 1966 (= Dissertation Universität Lund).
- Zisterzienser-Predigten. Homiliae 9 et 13 expositionis super Evangelium in Cena Domini Oglerii de Trino in der Übertragung des Heinrich Haller. Hrsg. von Erika Bauer (= Kleine deutsche Prosadenkmäler des Mittelalters. Bd. 7). Fink, München 1969.
- (Hrsg.): Heinrich Haller / Übersetzungen im „gemeinen Deutsch“ (1464). Aus den Hieronymus-Briefen. Abbildungen von Übersetzungskonzept, Reinschrift, Abschrift und Materialien zur Überlieferung (= Litterae. Bd. 22). Kümmerle, Göppingen 1972, ISBN 3-87452-148-6.
- Zur Sprache der Mark Heppenheim – damals und heute. In: 1200 Jahre Mark Heppenheim. (= Veröffentlichungen zur Geschichte der Stadt Heppenheim. Bd. 3). Otto, Heppenheim 1973, S. 158–185.
- Zweigliedrigkeit und Übersetzungstechnik. In: Würzburger Prosastudien. Bd. 2 (1975), S. 175–191.
- Möglichkeit zur Veränderung von Texten. Die Kategorie adiectio in Heinrich Hallers Hieronymus-Übersetzung. In: Sprachwissenschaft. Jg. 1976, H. 4, S. 454–467.
- Sprache und Nicht-Sprechen. In: Kennosuke Ezawa (Hrsg.): Sprache und Sprechen. Festschrift für Eberhard Zwirner zum 80. Geburtstag. Niemeyer, Tübingen 1979, ISBN 3-484-10368-X, S. 26–34.
- Der Übersetzer Heinrich Haller aus der Kartause Allerengelberg in Schnals. In: Analecta Cartusiana. Bd. 55 (1982), S. 147–166.
- Die oberdeutsche Überlieferung der Imitatio Christi. In: Analecta Cartusiana. Bd. 106, H. 1, S. 111–135.
- Wortwahl und Wortvariation in Heinrich Hallers „Hieronymus“. Winter, Heidelberg 1984, ISBN 3-533-03647-2.
- (Hrsg.): Heinrich Hallers Übersetzung der Hieronymus-Briefe. Winter, Heidelberg 1984, ISBN 3-533-03669-3.
- (Hrsg.): Heinrich Hallers Bibelzitate. Winter, Heidelberg 1991, ISBN 3-533-04304-5.
- Zur Geschichte der „Hieronyms-Briefe“. In: Johannes Hanota (Hrsg.): Festschrift Walter Haug und Burghart Wachinger. Bd. 1. Niemeyer, Tübingen 1992, ISBN 3-484-10653-0, S. 305–321.
- (Hrsg.): Lazarus Spengler als Übersetzer. (Ps.-)Eusebius De morte Hieronymi, Nürnberg 1514 (= Germanistische Bibliothek. N.F., Reihe 3. Bd. 28). Winter, Heidelberg 1997, ISBN 3-8253-0513-9.
- Variatio delectat – delectat variatio? Beobachtungen an autobiographischen Übersetzungen des Kartäusers Heinrich Halle. In: Christiane Ackermann (Hrsg.): „Texte zum Sprechen bringen“. Philologie und Interpretation. Festschrift für Paul Sappler. Niemeyer, Tübingen 2009, ISBN 978-3-484-10898-1, S. 407–419.
- Wörterbuch zu den Übersetzungen Heinrich Hallers (= Analecta Cartusiana. Bd. 307). Inst. für Anglistik und Amerikanistik, Univ. Salzburg 2014, ISBN 978-3-902895-51-6.